# Tőkés (Románia)
Tőkés (románul: Groșii Țibleșului) település Romániában, a Partiumban, Máramaros megyében.

## Fekvése
A Lápos-hegység alatt, Magyarlápostól északkeletre, a falun a Czibles-pataka folyik keresztül, délkelet felől a Deal-, észak felől az Obrezse hegyek emelkednek.Felsőszőcs és Tágfalva közötti útról északra található.

## Nevének eredete
Tőkés = grosi neve magyarul irtvány-t jelent.

## Története
Tőkés nevét 1594-ben említette először oklevél Teokeös néven.
1662-ben Tokés, 1733-ban Gross, 1750 Grosch, 1760-1762-ben Tökés, 1808-ban Tőkés, Grosz, 1913-ban Tőkés néven írták.
Tőkés neve 1594-ben fordult elő először, mint a fejedelem birtoka; kenéze neve Tódor volt. Valószínűleg csak ebben az évtizedben keletkezett, mert neve korábban nem fordult elő.
1600 körül a Makraiak birtoka volt, azonban 1610-ben Makray Bertalan és Bethlen Erzsébet fiát Pétert, mint a széki merénylet részesét e birtokától megfosztották, de mikor a birtokot a fejedelem sógorának Dobay Tamásnak adományozta oda, azt Dobay Makraynak visszabocsátotta.
1618-ban Vizszentgyörgyi Makray Péter birtoka volt.
1628-ban Makray Péter óvást tett azellen, hogy e birtokát a fejedelem Szamosújvár várához csatolta.
1630-ban a kincstár által Makray Péternek Szamosújvárhoz foglalt e birtokát Brandenburgi Katalin neki és Szalay Anna nejének visszaadta.
1659-ben Barcsay Ákos Tőkést gyalakúti Lázár Györgynek s nejének Nemes Ilonának adta zálogba.
1694-ben kincstári birtoknak írták. 1715-ben még mindig kincstári birtokként említették, egy telkes nemesek: Popa István, János, Elek, Vazul és Dumitru, Csora Juon, Andreka és Simeon voltak.
1721-ben egy feljegyzés szerint tőkési Bud és Pap család nemesek voltak az itteni nemesek.
1910-ben 1657 lakosából 159 magyar, 48 német, 1046 román volt. Ebből 181 római katolikus, 1430 görögkatolikus, 45 izraelita volt.
A trianoni békeszerződés előtt Szolnok-Doboka vármegye Magyarláposi járásához tartozott.
2003-ig Felsőszőcs községhez tartozott, ekkor önálló községgé alakították.

## Itt születtek
- Kalmár Elek főgimnáziumi tanár 1862 március 22-én.

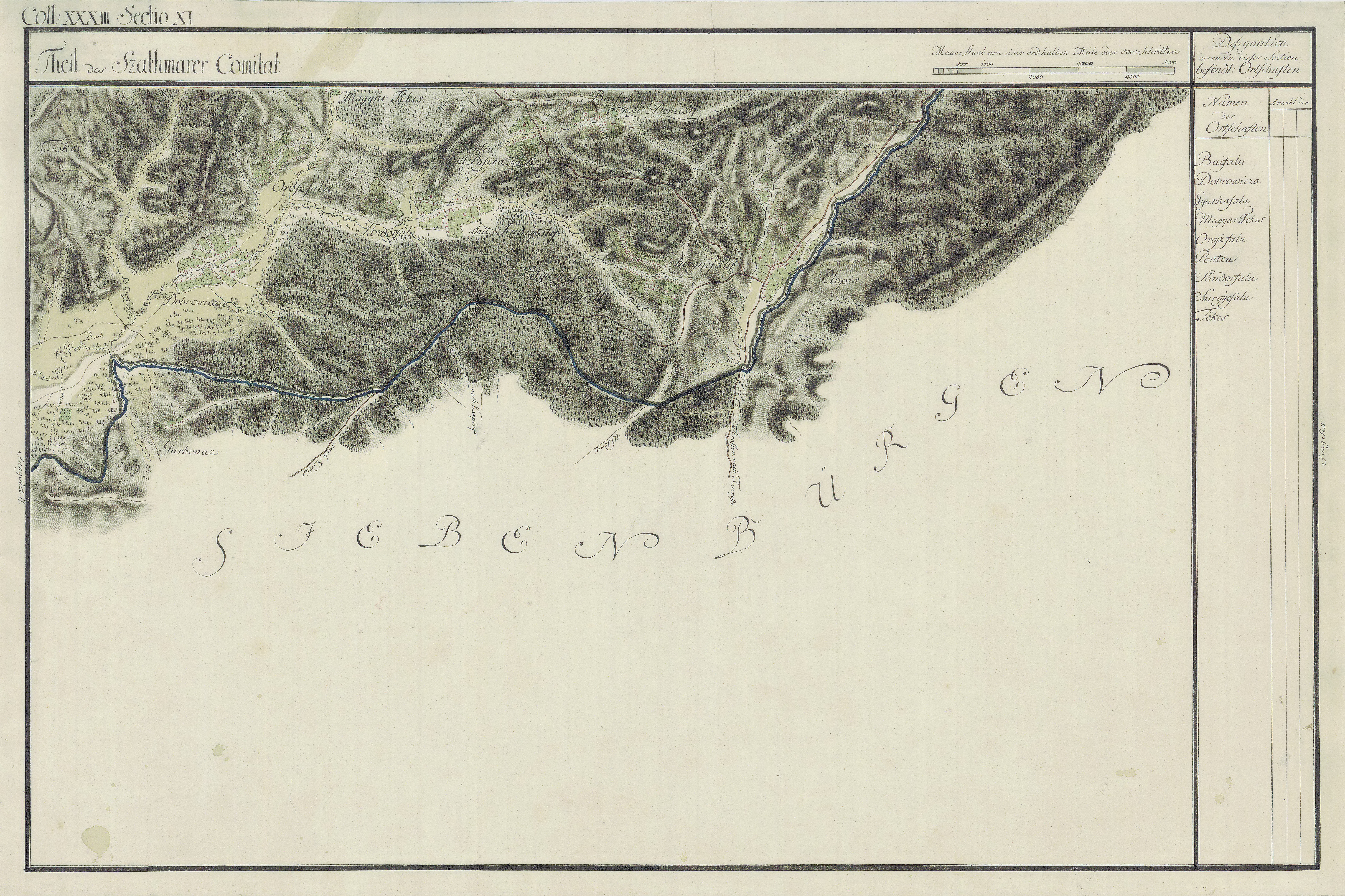
Tőkés egy régi térképen.